# Thryssa mystax
Thryssa mystax es una especie de pez del género Thryssa, familia Engraulidae, orden Clupeiformes. Fue descrita científicamente por Bloch & Schneider en 1801.
Es una especie inofensiva para el ser humano y posee un gran valor comercial. Su dieta se compone de organismos planctónicos, larvas de camarones y peces.

## Descripción
La longitud total es de 19 centímetros. Pueden alcanzar un peso máximo de 60,70 gramos.

## Distribución y hábitat
Se distribuye por el Pacífico Indo-Occidental: en la costa occidental de la India hasta Birmania e Indonesia. Habita en manglares y aguas salobres y pelágicas costeras donde puede alcanzar los 50 metros de profundidad.